# Chris Grant
Chris Grant ist ein US-amerikanischer Basketballfunktionär, der aktuell der General Manager der Cleveland Cavaliers in der NBA ist.
Grant besuchte die University of San Diego. Er spielte auch ein Jahr mit einem Trainer der Cavaliers, Mike Brown, zusammen.
Danach wurde Grant sofort von den Atlanta Hawks unter Vertrag genommen, wo er neun Jahre in verschiedenen Positionen blieb. 2005 war er von Danny Ferry zu den Cavaliers berufen worden. Nach dessen Demission im Jahre 2010 übernahm Grant 2010 sein Amt als General Manager.